# Circuito de Guecho 2010

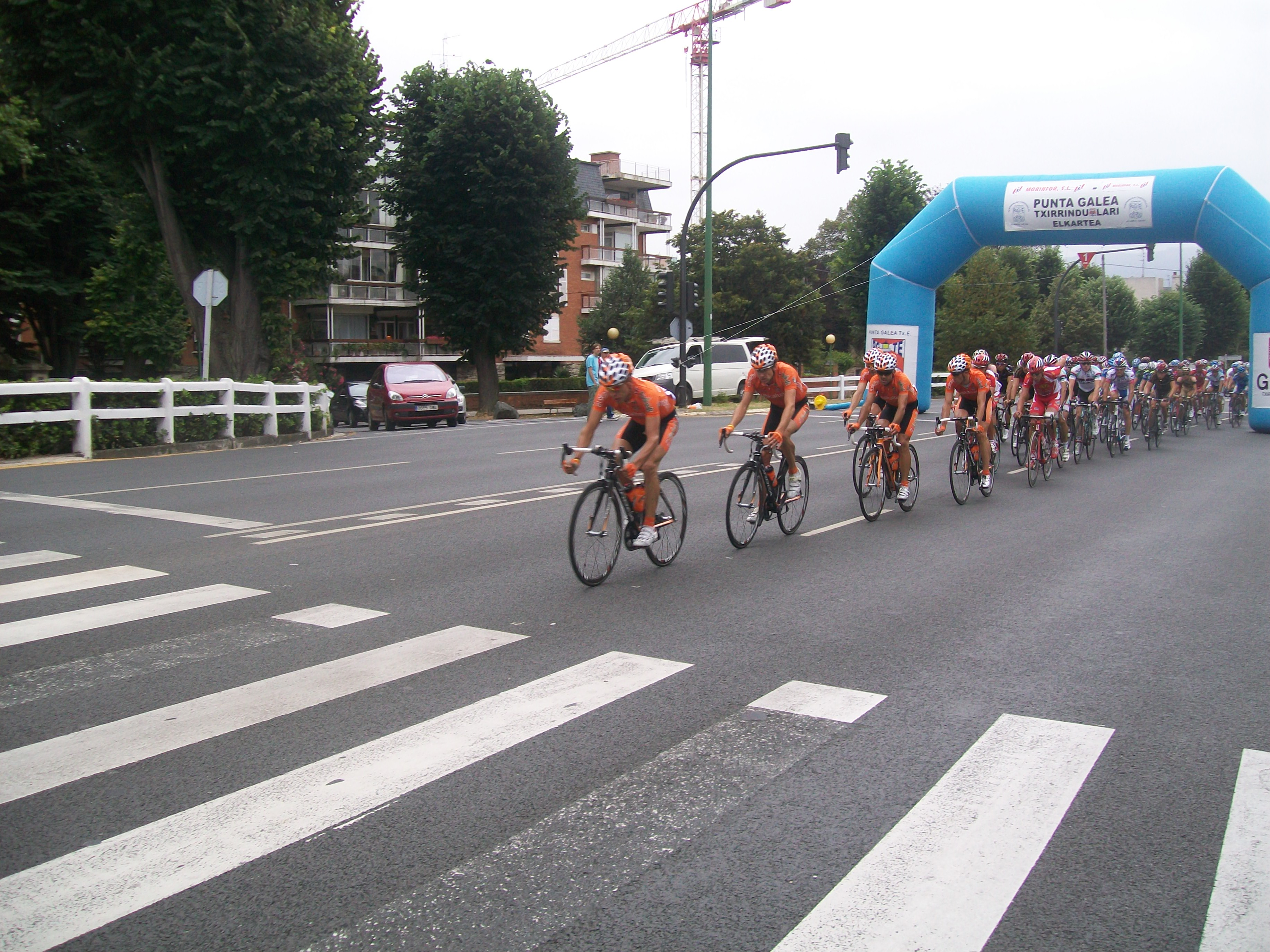
Pelotón a su paso por Guecho.

El 65º Circuito de Guecho (10º Memorial Ricardo Otxoa) se disputó el 1 de agosto de 2010, sobre un trazado de 185,3 km. Dicho recorrido consistía en el tradicional circuito urbano de 16,8 km, al que esta vez se le dieron 11 vueltas.
La prueba perteneció al UCI Europe Tour de los Circuitos Continentales UCI, dentro de la categoría 1.1.
Participaron 13 equipos. Los 3 equipos españoles de categoría UCI ProTeam (Caisse d'Epargne, Euskaltel-Euskadi y Footon-Servetto); los 2 de categoría Continental Profesional (Xacobeo Galicia y Andalucía-Cajasur); y los 3 de categoría Continental (Caja Rural, Burgos 2016-Castilla y León y Orbea). En cuanto a representación extranjera, estuvieron 5 equipos: el ProTour italiano del Liquigas-Doimo; los Continentales Profesionales también italianos del Ceramica Flaminia, Androni Giocattoli-Serramenti PVC Diquigiovanni y Carmiooro-NGC; y el Continental griego Heraklion Kastro-Murcia. Formando así un pelotón de 117 ciclistas, con entre 7 (Carmiooro-NGC) y 10 corredores cada equipo, de los que acabaron 105.
Como suele ser habitual la carrera se decidió al sprint en la que Francisco José Pacheco fue el más rápido por delante de Andrea Piechele y Francisco Antón, respectivamente.
En las clasificaciones secundarias se impusieron Daniel Díaz (montaña), Carmiooro-NGC (equipos), Davide Cimolai (neo profesionales) y Koldo Fernández de Larrea (euskaldunes).

## Clasificación final
| \| Posición \| Ciclista \| Equipo \| Tiempo \| \| -------- \| ------------------------- \| ----------------------------------------------- \| --------------- \| \| 1. \| Francisco José Pacheco \| Xacobeo Galicia \| 4 h 04 min 37 s \| \| 2. \| Andrea Piechele \| Carmiooro-NGC \| m.t. \| \| 3. \| Francisco Antón \| Burgos 2016-Castilla y León \| m.t. \| \| 4. \| Davide Cimolai \| Liquigas-Doimo \| m.t. \| \| 5. \| Enrique Peruffo \| Carmiooro-NGC \| m.t. \| \| 6. \| Enrique Mata \| Footon-Servetto \| m.t. \| \| 7. \| Thomas Bertolini \| Androni Giocattoli-Serramenti PVC Diquigiovanni \| m.t. \| \| 8. \| Vidal Celis \| Footon-Servetto \| m.t. \| \| 9. \| Koldo Fernández de Larrea \| Euskaltel-Euskadi \| m.t. \| \| 10. \| Joaquín Sobrino \| Caja Rural \| m.t. \| |                           |                                                 |                 |
| Posición | Ciclista                  | Equipo                                          | Tiempo          |
| 1. | Francisco José Pacheco    | Xacobeo Galicia                                 | 4 h 04 min 37 s |
| 2. | Andrea Piechele           | Carmiooro-NGC                                   | m.t.            |
| 3. | Francisco Antón           | Burgos 2016-Castilla y León                     | m.t.            |
| 4. | Davide Cimolai            | Liquigas-Doimo                                  | m.t.            |
| 5. | Enrique Peruffo           | Carmiooro-NGC                                   | m.t.            |
| 6. | Enrique Mata              | Footon-Servetto                                 | m.t.            |
| 7. | Thomas Bertolini          | Androni Giocattoli-Serramenti PVC Diquigiovanni | m.t.            |
| 8. | Vidal Celis               | Footon-Servetto                                 | m.t.            |
| 9. | Koldo Fernández de Larrea | Euskaltel-Euskadi                               | m.t.            |
| 10. | Joaquín Sobrino           | Caja Rural                                      | m.t.            |